# Мілковська-Карчма
Мілковська-Карчма (пол. Miłkowska Karczma) — село в Польщі, у гміні Кунув Островецького повіту Свентокшиського воєводства.
Населення — 452 особи (2011).
У 1975-1998 роках село належало до Келецького воєводства.

## Демографія
Демографічна структура на день 31 березня 2011 року:
|          | Загалом | Допрацездатний вік | Працездатний вік | Постпрацездатний вік |
| -------- | ------- | ------------------ | ---------------- | -------------------- |
| Чоловіки | 222     | 52                 | 153              | 17                   |
| Жінки    | 230     | 51                 | 134              | 45                   |
| Разом    | 452     | 103                | 287              | 62                   |